# 小行星6773
小行星6773（英語：6773 Kellaway）是一颗围绕太阳公转的小行星。1988年6月15日，埃莉諾·赫琳在帕洛马山发现了此天体。
这颗小行星的绝对星等为113.0151726919057等。